# 卡拉麦里山有蹄类野生动物自然保护区
卡拉麦里山有蹄类野生动物自然保护区，全称为新疆维吾尔自治区卡拉麦里山有蹄类野生动物自然保护区，可简称为卡山自然保护区是以保护蒙古野驴、准噶尔野马等有蹄类野生动物及其生存环境的野生动物类型自然保护区。卡拉麦里山有蹄类野生动物自然保护区位于中华人民共和国新疆维吾尔自治区昌吉回族自治州和阿勒泰地区交界处，以卡拉麦里山为核心，主要为低山荒漠区和半荒漠区，当地气候干燥且鲜有地表水存在。
卡拉麦里山有蹄类野生动物自然保护区成立于1982年，经历数次调整后，剩余面积约14850平方千米。216国道将卡拉麦里山有蹄类野生动物自然保护区分为东、西两个区域，数百余匹野化放归的准噶尔野马、数千头蒙古野驴的栖息地分布于此。卡山自然保护区曾受到煤炭、石油等资源开发活动的干扰，2015年开始，工业企业开始迁出卡山自然保护区，到2020年代，除畜牧业和道路运营外，卡山自然保护区几乎不受到人类活动干扰。

## 地理环境

### 地理地貌
行政区划上，卡拉麦里山有蹄类野生动物自然保护区位于中华人民共和国新疆维吾尔自治区昌吉回族自治州阜康市、吉木萨尔县、奇台县北部与阿勒泰地区富蕴县、青河县、福海县南部之交界地带，西侧为滴水泉、沙丘河；东侧为老鸦泉、北塔山；南侧为自流井；北侧离乌伦古河30千米。地理坐标系在东经88°30′-90°03′；北纬44°36′-46°00′之间。自然地理上，卡山自然保护区位于欧亚大陆腹地的准噶尔盆地东侧。卡山自然保护区面积14856.48平方千米，其中核心区面积超过5360平方千米；缓冲区面积超过3710平方千米；试验区面积近5780平方千米。216国道将核心区和缓冲区各分为东、西2个区域。
卡山自然保护区以卡拉麦里山为核心，海拔700米到1464米，以低山荒漠区和半荒漠区为主。卡拉麦里山为东西走向的低山山脉。岩体为中生代形成的黑色残蚀岩。山间山势平坦，分布有荒漠草场。保护区南北向呈垂直带分布。卡拉麦里山以北为相对高差不过几十米的荒漠丘陵，前山带分布有戈壁。卡拉麦里山南麓山前带为黑色砾石为主的将军戈壁；部分地区有沙丘和沙垄存在，是古尔班通古特沙漠的延伸。卡山自然保护区西部为古尔班通古特沙漠的一部分。东部是砾石戈壁。:1; 16-18卡山自然保护区内以棕钙土、灰棕漠土为主，也存在风沙土、山地灰漠土、龟裂土等。:20-21风沙土、龟裂土主要分布在干燥的卡山自然保护区南部；棕钙土分布于降雨较多的北部；灰棕漠土主要分布在西侧平坦的将军戈壁地区。

### 气候水文
卡拉麦里山有蹄类野生动物自然保护区属于中温带干旱气候。因处在内陆，大陆性气候明显，冬季寒冷漫长、夏季酷热短暂。保护区年均气温在2.5℃到8℃，冬季平均低温-20℃，极端低温低于-39℃；夏季平均高温20℃-30℃，极端高温50℃。无霜期117天。年均降水量近160毫米，年均蒸发量超过2090毫米。卡山自然保护区南北部气候有异，其南部年降水量100毫米到150毫米，较为干旱。北部因海拔较高，年降水量200毫米到300毫米。卡山自然保护区冬季降雪较多，有时可一次降雪20厘米。4月到5月为大风气候，最高有12级大风。保护区内常见的气象灾害包括干旱、风害、寒潮、低温等。:18-20
卡山自然保护区的水资源相对匮乏。卡山自然保护区内常年没有地表径流，不过存在季节性积水洼地。洼地中能够较好的汇集雨水、融雪水被俗称为“黄泥滩”，较大的几处分布于卡拉麦里山西北处。也存在数日左右便干涸的临时积水洼地。卡山自然保护区内存在14处裂隙水溢出形成的山泉，这些山泉多为苦水泉，年径流量2到120立方米，矿化度从近4克每升到近13克每升。山泉中卡姆斯特泉年流量超过106吨，为断层泉。另外，卡山自然保护区南侧戈壁滩与沙漠交界处有8口自流井；保护区附近有准东水库、将军庙水库等野生动物可作为水源的设施。:18-20

## 保护区建设

### 建设历史
卡拉麦里山有蹄类野生动物自然保护区建立之前，卡拉麦里山的环境资源处于无人管理的状态。1982年，新疆维吾尔自治区人民政府批准建立卡拉麦里山有蹄类野生动物自然保护区，为自治区级野生动物类型自然保护区。自然保护区建立后，相关部门开始对卡拉麦里山的资源、保护物种、区域界限探查。1983年，卡山自然保护区的昌吉管理站与阿勒泰管理站相继建立，两处管理站受新疆维吾尔自治区林业厅和昌吉回族自治州、阿勒泰地区双重领导，级别为公社级（科级）。1991年起，保护区内土地划为国有林地，由卡山自然保护区两个管理站使用和经营。:111-1132006年，卡山自然保护区曾申请升为中华人民共和国国家级自然保护区，甚至已通过相关评审委员会评审。但终因公示阶段遭到自治区有关部门和地、州有关部门反对而放弃。2009年，阿勒泰、昌吉两处管理站升格为副县级。:111-113
2015年6月，中共中央总书记习近平对卡山自然保护区调减面积给矿产业让路等问题专门批示。2015年7月，新疆维吾尔自治区人民代表大会常务委员会召开第46次（扩大）会议，成立由新疆维吾尔自治区人民政府主席雪克来提·扎克尔为组长的卡山自然保护区整改工作领导小组，开始对保护区进行整改。2016年2月，新疆维吾尔自治区人民政府出台《关于进一步加强卡拉麦里山有蹄类野生动物自然保护区管理工作的决定》。2016年底，阿勒泰、昌吉两处管理站开始整合。2017年，卡拉麦里山有蹄类野生动物自然保护区管理中心正式成立。同年，新疆维吾尔自治区第十二届人民代表大会常务委员会第29次会议通过《新疆维吾尔自治区卡拉麦里山有蹄类野生动物自然保护区管理条例》，《条例》于2017年7月1日实施。2018年和2020年，新疆维吾尔自治区人民代表大会常务委员会会议对《条例》进行过两次修正。:111-1132018年1月，新疆维吾尔自治区人民政府再次向中国国家林业局报送卡拉麦里山有蹄类野生动物自然保护区晋升国家级自然保护区。
2022年4月，国家林业和草原局（国家公园管理局）批复同意开展卡拉麦里国家公园的建设，卡山自然保护区与新疆奇台硅化木-恐龙国家地质公园等区域共同组成卡拉麦里国家公园。2023年夏，新疆维吾尔自治区林业和草原局、北京林业大学、中国林业科学研究院、新疆林业科学研究院等相关部门、单位完成国家公园8方面20余项规定的任务，将卡拉麦里国家公园报中华人民共和国国务院批准设立。2023年6月，新疆多地检察机关与卡山自然保护区管理中心签署《守护卡拉麦里国家公园生态检察跨区域协作机制》。

### 面积变化
卡拉麦里山有蹄类野生动物自然保护区的面积因当地发展时大时小。保护区建立之初，面积为1.4万平方千米。1990年，新疆维吾尔自治区人民政府将硅化木群等多个资源划归卡山自然保护区管理，保护区面积达1.8万平方千米。因配合当地经济发展，卡山自然保护区分别在2005年、2007年、2008年、2009年、2011年整合保护区面积，合计调减近5200平方千米。2015年第六次面积调整获批，但同年撤销了此次调整。2017年和2018年，因阿勒泰喀木斯特工业园区的撤销等原因，卡山自然保护区的面积有所增加，增至近14860平方千米。:111-113

### 管理中心
卡拉麦里山有蹄类野生动物自然保护区管理中心隶属于新疆维吾尔自治区林业和草原局，为正县级公益一类事业单位。卡拉麦里山有蹄类野生动物自然保护区管理中心下设组织人事科、办公室、动保科、公益林管理科、卡山保护区野生动植物研究所、恰库尔图管理站、五彩湾管理站、喀木斯特管理站。:111-113

## 生物多样性

### 生态系统
卡拉麦里山有蹄类野生动物自然保护区处于生物地理系统的古北界蒙古-满洲干草原生物地理省。共有6个生境类型，分别是草原、灌丛、草地、湿地、裸岩区、荒漠。主要生态系统类型包括荒漠生态系统和草原生态系统。

### 植物
卡拉麦里山有蹄类野生动物自然保护区内植被分布稀疏、组成简单、类型单调。植物以超旱生灌木、旱生灌木、小半灌木、一年生草本、多年生草本植物为主。至少有46科196属393种维管植物在卡山自然保护区内被发现，其中有1科1属5种裸子植物；8科31属53种单子叶植物；27科164属335种双子叶植物。卡山自然保护区各科植物中以藜科为第一大科，有27属67种；第二大科为菊科，29属58科；其次为十字花科，22属37种，禾本科20属27种。豆科、莎草科、柽柳科、麻黄科等也是种数较多的植物种类。:2; 26-30; 115
卡山自然保护区的植物区系主要为温带属性，具有优势的分布区类型的是地中海区、西亚至中亚分布。植被类型以荒漠植被为主；灌木荒漠、小半乔木荒漠、半灌木荒漠、小半灌木荒漠、多汁木本盐柴类荒漠、荒漠草原6个植被型；梭梭群系、白梭梭群系、沙拐枣群系、琵琶柴群系、驼绒藜群系、盐穗木群系、沙生针茅群系等32个植物群系。其中梭梭群系、白梭梭群系、梭梭+白梭梭群系几乎占据整个卡山自然保护区，是卡山自然保护区中分布广、面积达的植物群系。:2; 26-30; 115

### 动物
卡拉麦里山有蹄类野生动物自然保护区内的动物种群结构复杂、物种繁多。:2卡山自然保护区的鸟类生物地理分布区属于古北界-中亚亚界-蒙新区-准噶尔亚区-准噶尔盆地省。:54-55卡山自然保护区内观测到34科124种鸟类，以雀形目种最多，13科超过50种；隼形目、鸻形目、鹤形目、雁形目、鸽形目等鸟类也生活于此。卡山自然保护区内鸟类优势种包括毛腿沙鸡、蒙古沙雀等。观测到的鸟类以古北界为主，共82种，广布种42种。鸟类中为《世界自然保护联盟濒危物种红色名录》濒危物种的有玉带海雕等，易危物种白肩雕、波斑鸨等。位列《国家重点保护野生动物名录》的有31种，其中包括金雕、白肩雕、玉带海雕、胡兀鹫、小鸨、大鸨、波斑鸨7种国家Ⅰ级重点保护野生动物，也包括苍鹰、大鵟、猎隼、灰鹤等25种国家Ⅱ级重点保护野生动物。卡山自然保护区内的鸟类主要为夏候鸟（60种）和留鸟（29种），另也有2旅鸟和冬候鸟。:54-55
卡山自然保护区观测到的哺乳动物有7目14科38种，有真盲缺目1科1种；翼手目1科2种；食肉目3科7种；奇蹄目1科2种；偶蹄目1科2种；兔形目2科2种；啮齿目5科22种。优势种包括蒙古野驴、鹅喉羚、草兔3种；常见种包括准噶尔野马、柽柳沙鼠、子午沙鼠等8种。观测到的哺乳动物中有33种属古北界。:49-52; 157-158卡山自然保护区内的哺乳动物为《世界自然保护联盟濒危物种红色名录》濒危物种的有蒙古野驴等，易危物种鹅喉羚等。有2种国家Ⅰ级重点保护野生动物，分别是准噶尔野马和蒙古野驴；7种国家Ⅱ级重点保护野生动物，包括兔狲、猞猁、盘羊、鹅喉羚、狼、沙狐、赤狐等。蒙古野驴等哺乳动物会在卡山自然保护区内迁徙，在卡山自然保护区南部度过冬季，夏初迁徙至卡拉麦里山北部繁殖育幼。:49-52; 157-158
卡山自然保护区内仅观测到1种两栖动物，即塔里木蟾蜍。观测到1目6科11属23种爬行动物，其中鬣蜥科2属5种；壁虎科2属2种；蜥蜴科1属6种；蚺科1属2种；游蛇科3属5种；蝰科2属3种。观测到的爬行动物中4种为国家Ⅱ级重点保护野生动物，分别是红沙蟒、东方沙蟒、极北蝰、东方蝰。:56; 168-169

#### 有蹄类野生动物
准噶尔野马、蒙古野驴、鹅喉羚、盘羊等有蹄类动物及其生存环境是卡拉麦里山有蹄类野生动物自然保护区的主要保护对象。卡拉麦里山的准噶尔野马尚处于野化放归项目之中。:9220世纪80年代，中国科学院、新疆大学等单位前往卡拉麦里山等地寻找准噶尔野马的行迹，但都无功而返。1986年，在卡山自然保护区南部建立了新疆野马繁殖研究中心，开始引进、饲养准噶尔野马。2001年8月，首批准噶尔野马放归至自然保护区北部，并于2003年野外驹并成活。截止2021年，共17批118匹准噶尔野马被放归至卡山自然保护区内。截至2020年底，新疆野马繁殖研究中心放归、繁衍的准噶尔野马野外种群数量共274匹。
20世纪80年代，中国林业科学研究院林业研究所、阿勒泰动物保护站等单位对卡拉麦里山生活的蒙古野驴数量进行过观测。进入21世纪后，阿勒泰林业局、中国科学院动物研究所等单位多次调查过蒙古野驴的种群数量和种群密度。2016年5-6月，国家林业和草原局（国家公园管理局）产业发展规划院在综合科学考察中，估计卡山自然保护区蒙古野驴种群密度0.165±0.043头每平方千米；卡山自然保护区内蒙古野驴种群数量2144±562头。:78-812018年的夏季到2019年的夏季，中国科学院新疆生态与地理研究所、中国科学院大学及卡山自然保护区管理中心利采用样线法调查了卡山自然保护区的蒙古野驴的种群密度和种群数量，发现蒙古野驴718群，4782头，估计卡山自然保护区夏季蒙古野驴种群密度0.5±0.1头每平方千米；卡山自然保护区内蒙古野驴种群数量3246±575头。夏季，蒙古野驴主要在卡山自然保护区的北部和中部分布。秋季，蒙古野驴向南迁徙，抵达保护区南部。:78-81
2006年9月到2007年12月，新疆阿勒泰地区林业局、中国科学院动物研究所等单位采用样线法调查了卡山自然保护区内鹅喉羚不同季节的种群密度和种群数量，春季种群密度1.14±0.18头每平方千米，种群数量为14286头；夏季种群密度0.95±0.12头每平方千米，种群数量为6628头；秋季种群密度1.08±0.18头每平方千米，种群数量为8337头；冬季种群密度1.54±0.31头每平方千米，种群数量为19677头。2016年5-6月，国家林业和草原局（国家公园管理局）产业发展规划院在综合科学考察中，共观测到16个种群，每个种群有4到26只鹅喉羚。卡山自然保护区内鹅喉羚分布分散、分布区域和趋势与卡山自然保护区内的蒙古野驴分布近似。:81-83

## 人类活动影响

### 资源开发
卡拉麦里山有蹄类野生动物自然保护区受到人类活动的干扰，以煤炭、石油等资源开发活动尤盛。:129-133准噶尔盆地东部地区的东西长220千米的范围内，分布有中华人民共和国最大的整装煤田，2012年探明储量超过2130亿吨，该煤田核心部分与卡山自然保护区区域有重叠。自2005年起，卡山自然保护区数次调让出南部土地，2008年，这里建设起新疆煤电、煤化工产业基地——国家级新疆准东经济技术开发区，中国大陆超过40家企业、集团进驻这里开发当地煤炭资源。随着经济技术开发区的建设，原保护区内的野生动物栖息地逐渐缩减、被隔离，甚至逐渐消失；植被随着工业园区、道路等配套设施的建设被破坏；饮水点被人为阻断；有蹄类动物难寻踪迹。:129-133同时，大量工业废料被排入卡山自然保护区内。富蕴县十三五期间，建立喀木斯特煤电煤化工产业园，成为阿勒泰地区的能源基地。该工产业园使卡山自然保护区进一步碎片化。在调整方案因面积调整导致保护区完整性被破坏而备受质疑之时，中共中央总书记习近平对卡山自然保护区调减面积批示，新疆维吾尔自治区人民政府随即开始整改，撤销卡山自然保护区内的开发建设活动，恢复开发区域生态面貌。:111-1132017年，新疆维吾尔自治区人民政府撤销了原定与卡山自然保护区有大面积重叠的阿勒泰喀木斯特工业园区的建设工程，并于次年将阿勒泰喀木斯特工业园区的区域重新划归卡山自然保护区。:111-113
20世纪50年代，在卡拉麦里（克拉美丽）山已有油田生产活动。20世纪80年代末，在卡山自然保护区西南部开始开采石油。2008年，在卡拉麦里（克拉美丽）山发现有克拉美丽气田，探明煤型气超过1115×108立方米，随即于同年10月，新疆油田公司开始开发该天然气田。然而油田作业区与卡山自然保护区有重叠区域。2018年年末，油田生产开始退出保护区范围：拆除包括沙北油田等3个井区、280余口油井；修复地表面积35余万平方米。此次退出工作被评为“2018年中国自然保护地十件大事”。

### 交通建设
铁路、公路等交通网的建设使得卡拉麦里山有蹄类野生动物自然保护区形成隔离带，不仅使动物远离栖息地，蒙古野驴、鹅喉羚等动物的迁徙亦会受到影响。:129-130同时，卡山自然保护区的野生动物也面临车祸的风险，2007年，多只准噶尔野马在216国道被撞身亡。1991年，216国道建设完成。国道沿卡山自然保护区正中南北向将卡山自然保护区一分为二。超过170千米的公路位于卡山自然保护区内，该公路平均宽度超过11米。2019年，阿富准铁路富蕴至准东段开通运营，该铁路横穿卡山自然保护区。为减少交通道路对沿途野生动物的影响，公路、铁路部门开始建设动物迁徙通道。修建国道216线高速公路时，在卡山自然保护区内58处动物迁徙桥梁，形式包括上跨式动物迁徙通道、敞开式动物通道、下穿式动物通道等，其中上跨式动物迁徙通道为新疆修建的首座动物迁徙天桥；铺设阿富准铁路时，在卡山自然保护区内设置了34处动物迁徙通道。
此外，卡山自然保护区还受到畜牧业发展而导致的生境质量下降等风险。:129-133不过2020年代以后，除了畜牧业和公路、铁路运营外，卡山自然保护区鲜有人类活动干扰。